# Héros (film, 2007)
Pour les articles homonymes, voir Héros (homonymie).
Pour plus de détails, voir Fiche technique et Distribution.
Héros est un film français réalisé par Bruno Merle. Il est sorti dans une trentaine de salles en France le 20 juin 2007.

## Synopsis
Pierre Forêt (nom de scène « Pi ») est chauffeur de salles pour la télé. Il est drôle, et c'est là son drame. Il aurait préféré être beau ou chanteur. Pierre Forêt n'en peut plus. Il a enlevé et séquestré son idole Clovis Costa, un chanteur populaire, dans l'appartement de son enfance.

## Fiche technique
- Réalisateur : Bruno Merle
- Scénario : Bruno Merle et Emmanuelle Destremau
- Musique :  Ruppert Pupkin
- Producteur : Cyriac Auriol
- Société de production  : Les Films du Requin, en association avec Cofinova 2
- Genre : drame, thriller
- Durée : 116 minutes
- Date de sortie : 20 juin 2007

## Distribution
- Michaël Youn : Pi
- Patrick Chesnais : Clovis Costa / Germain Gardon
- Raphaël Benayoun : Le père
- Élodie Bouchez : Lisa
- Jackie Berroyer : Maurice
- Jonathan Gallur : Pierre 18 ans
- Roland Chappé : Pierre à 10 ans
- Christian Chauvaud : Le cycliste
- Emmanuelle Destremau : La présentatrice

## Autour du film
Héros a fait l'ouverture de la Semaine de la critique à Cannes en 2007.
Et malgré le fait que la critique de Cannes ait été séduite par le film, celui-ci n'a accumulé que 10 000 entrées dans les salles. 
Le réalisateur Olivier Abbou fait une courte apparition dans le film où il interprète le professeur de théâtre de Pi.
En 2019, Bruno Merle fera son grand retour au cinéma avec deux projets : la fiction Fille Unique, finalement renommée Felicità, pour laquelle il dirigera Pio Marmaï et Camille Rutherford (film sorti en juillet 2020 au milieu de la première année de pandémie Covid-19, entre deux séquences de confinement et fermeture des salles de cinéma).Il est aussi l'auteur initial du scénario du film Le Prince oublié, scenario qui sera ensuite partagé avec Noé Debré et  Michel Hazanavicius, ce dernier étant le réalisateur du film, son septième long-métrage (2020).